# Hemma von Gurk
Hemma von Gurk (* zwischen 995 und 1000; † 29. Juni, wahrscheinlich 1045, in Gurk, Kärnten) war eine Kärntner Adelige, Kirchen- und Klostergründerin. In der römisch-katholischen Kirche wird sie als Heilige verehrt. Sie ist Schutzpatronin Kärntens und wird um eine glückliche Entbindung oder Heilung bei Augenkrankheiten angerufen.

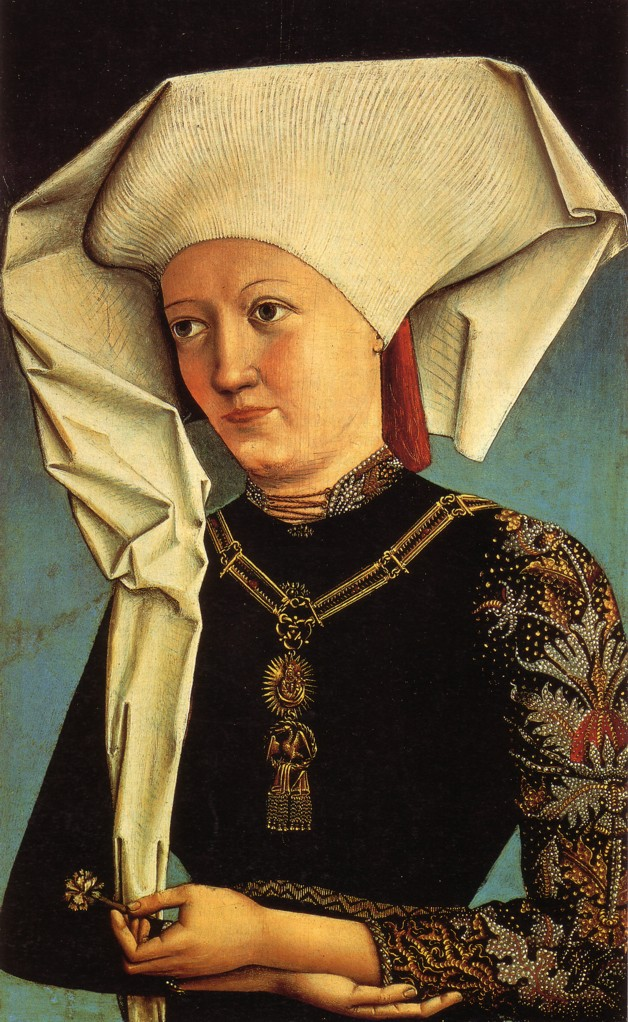
Hl. Hemma von Gurk. Sebald Bopp um 1510

Hemma ist seit 1174 in der Krypta des Doms zu Gurk begraben. Seliggesprochen wurde sie am 21. November 1287, heiliggesprochen am 5. Januar 1938 von Papst Pius XI. Ihr Gedenktag ist der 27. Juni. Ikonografisch wird sie als vornehme Frau mit den Attributen doppeltürmige Kirche, Urkunde und Rose, sowie häufig beim Verteilen von Almosen dargestellt.

## Leben
Die historisch nachprüfbaren Informationen über Hemma sind knapp. Die Familie Hemmas lässt sich nur indirekt über die vererbten Güter erschließen. Ein Waltuni erhielt 895 von König Arnolf ausgedehnte Güter zum Geschenk, die später zum Besitz Hemmas gehörten. Hemma stammte aus dem Geschlecht des Zwentibold (Zwentibolch) aus Schwaben, ein Verwandter und Vasall der bayrischen Luitpoldinger. Er bekam von Arnulf 898 zweimal reiche Güter geschenkt, zunächst den Hof Gurk, den Ort Zeltschach und das Gurktal, dann das obere Metnitztal mit seinen Nebentälern.
Diese Güter sind Ende des 10. Jahrhunderts im Besitz einer Imma, die somit mit den Luitpoldingern und entfernt auch mit Kaiser Heinrich II. verwandt war. 975 erhielt Imma von Kaiser Otto II. das Recht, in Lieding einen Markt und eine Münzstätte zu errichten sowie Marktzoll zu erheben. Dieses Recht wurde auf ein in Gründung befindliches Kloster übertragen, das aufgrund des Widerstands der Salzburger Erzbischöfe nie über das Gründungsstadium hinauskam; Markt- und Münzrecht sollten später auf Gurk übertragen, schließlich von den Salzburger Erzbischöfen für Friesach in Anspruch genommen werden. Aufgrund des Namens und der Vererbung der Besitzungen ist Imma als direkte Vorfahrin Hemmas anzusehen, wahrscheinlich wohl die Großmutter.
Hemmas Geburtsort und Eltern sind unbekannt. Als Zeitpunkt der Geburt wird die Zeit zwischen 995 und 1000 angenommen, häufig wird auch um 980 genannt. Sie heiratete Wilhelm II., Graf von Friesach und Markgraf im Sanntal, der erstmals 1016 urkundlich erwähnt wird. Als dessen Anhänger wurde er von König Konrad II. als Gegengewicht zum Kärntner Herzog Adalbero von Eppenstein gefördert, der, vom König abgesetzt, Wilhelm im Jahre 1036 tötete.

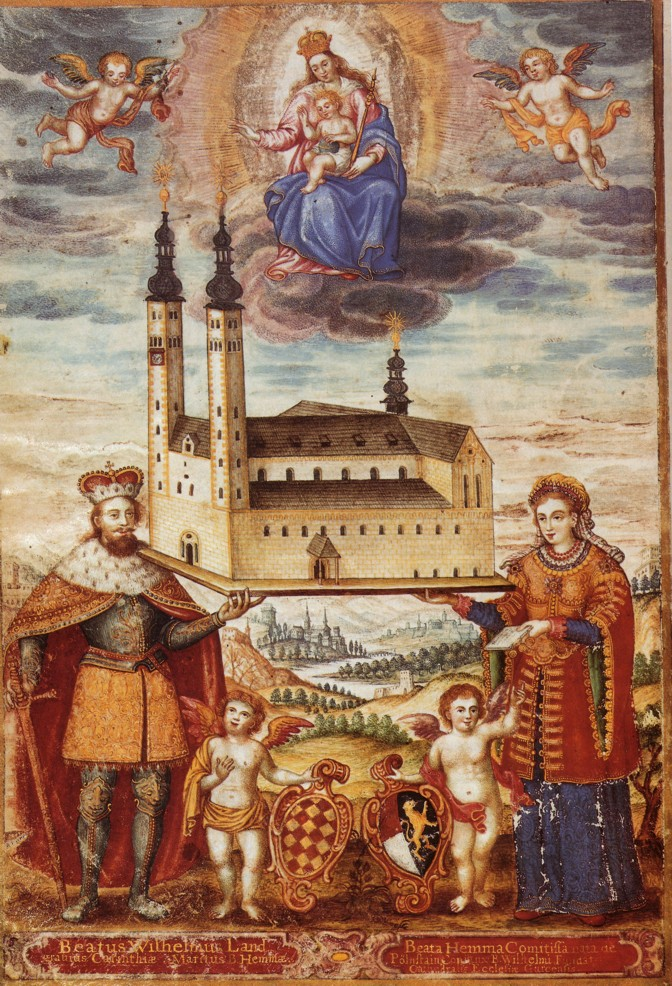
Hemma und Wilhelm. Darstellung aus dem Gurker Verbrüderungsbuch, 1685

Im Zuge der Unabhängigkeitsbestrebungen der Gurker Bischöfe von Salzburg führte ein Kaplan Conrad im 12. Jahrhundert zahlreiche Urkundenfälschungen durch, wobei möglicherweise auch erhaltene, Hemma betreffende Originaldokumente zerstört wurden. In diesen Fälschungen wurde Wilhelm I. als Gatte und Wilhelm II. als Sohn Hemmas genannt, was aufgrund der Lebensdaten nicht möglich ist. Für Söhne Hemmas gibt es keine zeitgenössischen Quellen. Quellen aus dem 12. Jahrhundert und die genannten Namen Wilhelm und Hartwig, aus der Familie Hemmas und ihres Mannes bekannt, machen die Annahme zweier Söhne Hemmas jedoch glaubhaft.
Nach dem Tod des Ehegatten (und, sofern historisch, der beiden Söhne) war Hemma „eine der reichsten Frauen ihrer Zeit“. Das Erbe der Großmutter und des Gatten waren große Besitzungen im Gurk- und Metnitztal, um Friesach und Völkermarkt in Kärnten, in Friaul, in der Obersteiermark im Enns-, Palten-, Liesing-Tal und am Pyhrnpass, in der Untersteiermark im Sanntal (Raum von Cilli und Weitenstein) und zwischen den Flüssen Savinja, Save und Sotla sowie in der Unterkrain zwischen Save und Krka.
Hemma wollte zwei Klöster gründen. Die Güter zur Gründung des einen Klosters im Ennstal übergab sie vertraglich dem Salzburger Erzbischof Baldwin. Jedoch erst dreißig Jahre später wurde Stift Admont 1074 durch Erzbischof Gebhard als eigenes Kloster Salzburgs gegründet.
Hemma selbst gründete gemäß Urkunde 1043 in Gurk ein Frauenkloster, das ein adeliges Damenstift ohne feste Ordensregel war. Dessen Kirche stand westlich des heutigen Domes und wurde im 19. Jahrhundert wegen Baufälligkeit abgetragen. Dass Hemma als Laienschwester in das Kloster eintrat, ist zwar nicht belegt, dennoch nicht unwahrscheinlich. Hemmas Todestag, der 29. Juni, wird in den Totenbüchern von Admont, Ossiach und Gurk genannt. Das Todesjahr ist nicht gesichert und wird um 1045, sicher jedoch nach 1043 angenommen.
Hemma hat neben Stift Gurk auch etliche Kirchen gestiftet. Als gesichert gilt die Errichtung folgender neun Kirchen: Gurk, Grafendorf bei Friesach, Lieding, Glödnitz, St. Radegund am Hohenfeld, Lorenzenberg bei Micheldorf, St. Georgen am Weinberg, St. Margarethen bei Töllerberg und St. Lambert/Lamprecht auf dem Lamprechtskogel nahe Waisenberg. Ihr zugeschrieben wird auch die der Kirchen von Pisweg, St. Georgen bei Straßburg, Kraßnitz, St. Peter und Paul in Hart im Glantal sowie Wieting (Kärnten). Die Anzahl ist erstaunlich, gab es doch dokumentiert vor Hemma in Kärnten nur rund 20 Kirchen.

## Legende

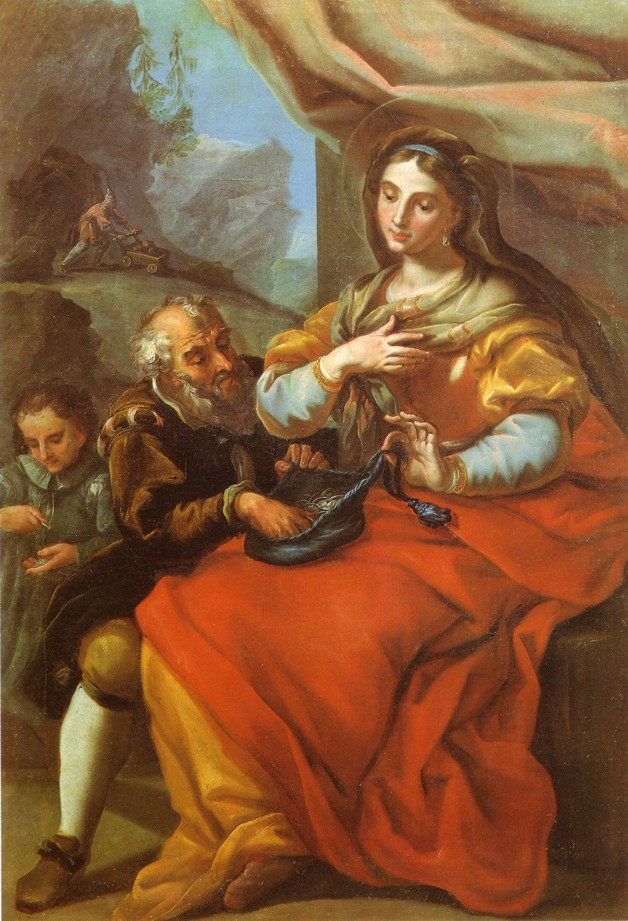
„Hemma und die Legende vom gerechten Lohn“, Josef Ferdinand Fromiller, um 1739.

Der Legende nach wurde Hemma in Peilenstein als Tochter von Engelbert und Tuta geboren, entstammte dem Hochadel und war mit Kaiser Heinrich II. verwandt, an dessen Hof sie erzogen wurde. Sie heiratete Wilhelm, Graf von Friesach und Markgraf im Sanntal. Ihre beiden Söhne, Wilhelm und Hartwig, wurden bei einem Aufstand von Knappen erschlagen. Wilhelm bestrafte die Aufständischen hart, woraufhin er sich auf eine Pilgerfahrt nach Rom begab. Auf der Rückreise verstarb er schon in Kärnten. Sein Grab befindet sich angeblich in Gräbern. Hemma stiftete darauf den Dom und das Kloster zu Gurk.
Der Ort für die Kirche wurde nach der Legende durch ein Gottesurteil festgelegt. Ein Ochsengespann mit Baumaterial für den zu beginnenden Dom wurde das Gurktal hinaufgetrieben. An der Stelle des heutigen Domes blieben sie stehen und zeigten so den Ort an, wo der Bau stehen sollte. Diese Legende steht in der Tradition von 1. Samuel 6,7-12.
Die Legende vom gerechten Lohn erzählt eine Geschichte aus der Bauzeit des Domes: Ein Bauarbeiter ist mit seiner Entlohnung unzufrieden gewesen und forderte mehr Lohn. Hemma, die den Lohn an die Arbeiter selbst auszahlte, hielt ihm den Geldbeutel hin und forderte ihn auf, sich seinen Lohn selbst herauszunehmen. Als er dann nachsah, war es dieselbe Summe, die ihm ohnehin zustand. Diese Legende ähnelt stark derjenigen um Kaiserin Kunigunde, von der Ähnliches vom Bau des Bamberger Doms erzählt wird.

## Verehrung und Heiligsprechung

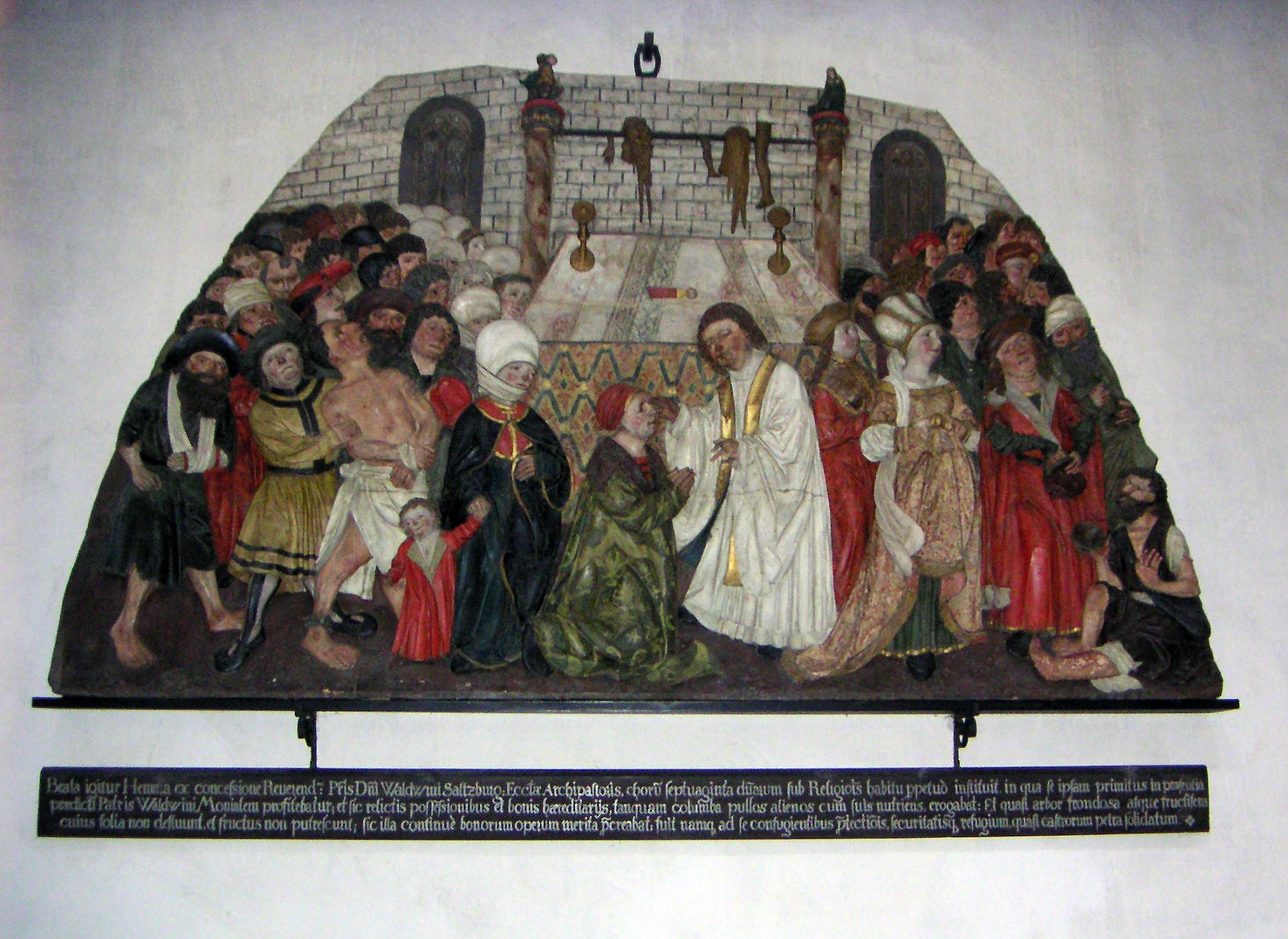
Holzrelief von 1508, Pilger an Hemmas Grab

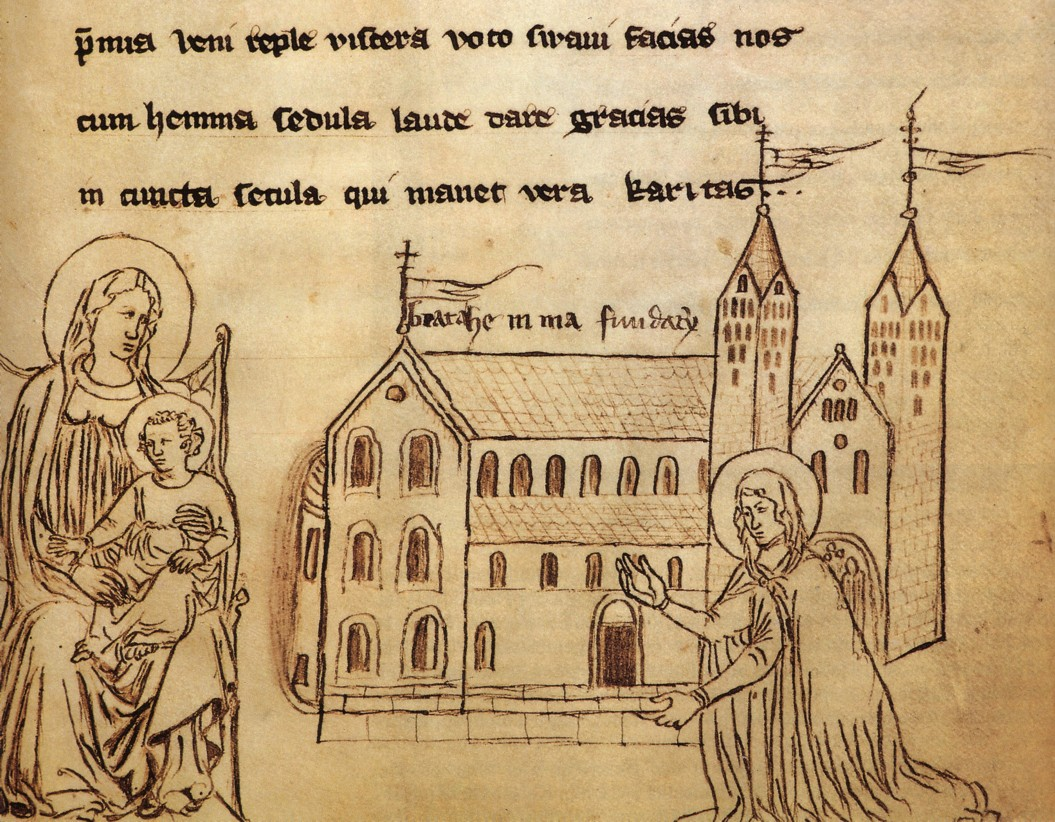
Hemma widmet den Dom der Kirchenpatronin Maria; Legenda Beatae Hemmae, 14. Jh.

Dem von Hemma gestifteten Kloster in Gurk war aufgrund seiner reichen Ausstattung kein langes Leben beschieden. Erzbischof Gebhard hob es 1072 auf und errichtete mit den Gütern des Stiftes die Diözese Gurk.
Die Verehrung Hemmas dürfte schon bald nach ihrem Tode begonnen haben. Ihre Ausgaben für Bauwerke dürften durch die Löhne die wirtschaftliche Situation der Bevölkerung verbessert haben. Die Legenden sprechen immer wieder von ihrer Gläubigkeit und ihrem Gerechtigkeitssinn. Die Überführung (Translatio) Hemmas 1174 in die neu erbaute Krypta des Gurker Domes war „nach dem damaligen Brauch eine Seligsprechung“. Die Rolle Hemmas als Stifterin von Gurk wurde zu dieser Zeit von den Gurker Bischöfen besonders betont, da sie sich von den Salzburger Erzbischöfen lösen wollten. Im Zuge der Dokumentenfälschungen des Kaplans Conrad Ende des 12. Jahrhunderts wurden auch die eventuell noch existierenden echten Hemma-Urkunden zerstört.
1287 wurde Hemmas Grab von Vertretern des Domkapitels geöffnet. Die Auffindung (Inventio) des Leichnams am 21. November 1287 galt späterhin als Recognitio, als Anerkennung zumindest ihrer Seligkeit. 1359 gewährten 20 Bischöfe in einer in Avignon ausgestellten Urkunde 40 Tage Ablass für einen Besuch der Messen Beate Mariae Virginis et Sancte Hemme, was auch die Existenz eines eigenen Messformulars voraussetzte. Aus dem 14. Jahrhundert sind ein Officium rhythmicum beatae Hemmae und eine Legenda beatae Hemmae erhalten, die ältesten erhaltenen Hemma-Handschriften. (Beide Texte bilden zusammen mit anderen den Codex 1/29 des Kärntner Landesarchivs.) Von 1370 an wird immer wieder eine eigene Wächterin für das Grab bezeugt, was auf einen regen Pilgerbesuch schließen lässt.
Ab 1465 gab es von Seiten der Gurker Bischöfe Anstrengungen zu einer Heiligsprechung Hemmas, die trotz der Unterstützung durch Kaiser Friedrich III. im Sande verliefen. Papst Paul II. verschob in einem Breve 1468 die Entscheidung auf einen „günstigeren Zeitpunkt“ – womit wohl nach der Sommerpause gemeint war, woraus aber über 400 Jahre werden sollten. Der Tod des Gurker Bischofs sowie die Türken- und Ungarnkriege ließen den Prozess ins Stocken geraten. Einzelne Versuche, ihn wieder aufzunehmen, gab es noch bis 1494. Die im Laufe dieses Prozesses erstellten Urkunden sind zum Teil erhalten. Die Zeugenbefragungen fanden in Deutsch und Slowenisch statt. Etliche Zeugen kamen aus der Krain und der Untersteiermark nach Gurk zur Zeugenaussage. Ab dem 16. Jahrhundert wurde das Fest der Hemma am Vorabend ihres Todestages begangen, da der 29. Juni das Fest Peter und Paul ist. Belegt sind aus dieser Zeit Getreidespenden für die Armen.
Der St. Lambrechter Benediktiner Christoph Jäger veröffentlichte nach 40-jähriger Forschungsarbeit seine Schrift über Hemma 1709 im fünften Juni-Band der Acta Sanctorum. Anlässlich des 700. Todestages Hemmas gab es von 27. bis 29. Juni 1745 eine dreitägige Feier. Zu diesem Zeitpunkt dürfte der Feiertag für Hemma auf den heute noch geltenden 27. Juni verlegt worden sein. Bei der 800-Jahr-Feier vom 29. Juni bis 1. Juli 1845 waren 10.000 bis 12.000 Pilger anwesend.
Erst Bischof Valentin Wiery (1858–1880) brachte den Heiligsprechungsprozess mit einem Bittschreiben an Papst Leo XIII. am 15. Dezember 1879 wieder in Gang. Unterstützend wirkte dabei ein Buch von Gregor Schellander. Nach dem Tod Wierys 1881 kamen die Bemühungen wiederum zum Erliegen.
Erst aufgrund der Forschungen des Redemptoristen Josef Löws kamen die Bestrebungen nach 1933 wieder in Gang. Am 5. Jänner 1938 bestätigte Papst Pius XI. die Heiligsprechung Hemmas. Auf Anregung von Löw verfasste die Volksschriftstellerin Dolores Viesèr nach aufwändiger Recherche einen historischen Roman über das Leben der neuen Heiligen und publizierte ihn anlässlich ihrer Kanonisierung unter dem Titel Hemma von Gurk. Er trug in mehreren Auflagen wesentlich zur Bekanntmachung der Hemmaverehrung über die heimatlichen Grenzen hinaus bei, wurde jedoch schon bald, unter der nun auch in Österreich beginnenden NS-Herrschaft, als dem deutschen Volks- und Geschichtsverständnis zuwiderlaufend eingestuft. 1938 schloss man die Dichterin aufgrund des Werkes aus der Reichsschrifttumskammer aus.
1972 wurde der 27. Juni als nicht gebotener Gedenktag in den Regionalkalender für das deutsche Sprachgebiet aufgenommen, ebenso in die Diözesankalender von Salzburg und Graz-Seckau. Im Diözesankalender von Gurk ist er als Hochfest geführt. In das Messbuch der slowenischen Diözesen wurde die Feier der heiligen Hemma 1975 als nicht gebotener Gedenktag aufgenommen, in der Diözese Lavant gilt der 27. Juni als Feiertag.
1988 fanden anlässlich der 50-jährigen Heiligerklärung große Feierlichkeiten statt. Auf Schloss Straßburg gab es eine Hemma-Ausstellung. Am 25. Juni besuchte Papst Johannes Paul II. Gurk und die Grabstätte Hemmas. An der Messe anlässlich einer Dreiländerwallfahrt nahmen 70.000 Gläubige teil.

## Reliquien
Mehrere Gegenstände werden als Reliquien der heiligen Hemma verehrt. Von keinem ist jedoch gesichert, dass er sich in Hemmas Besitz befunden hat, Hut und Schuh sind sogar nachweislich lange nach ihrem Tod entstanden.

### Ring und Anhänger
Der Ring und der Anhänger sind seit 1465 urkundlich fassbar. Beide besitzen einen hohen Stellenwert in der Verehrung Hemmas. Mit dem Ring wurde von alters her der „Augensegen“ gespendet. Beide Kleinodien sind schwarze, undurchsichtige, unregelmäßig geformte Korunde in anspruchsloser Gold-Fassung. Sie stammen aus gleicher Hand, sind jedoch aufgrund fehlender Verzierungen zeitlich nicht einordenbar. Die beiden Korunde stammen aus gleicher Quelle, definitiv nicht aus Europa. Möglich ist eine Herkunft aus Thailand.

### Hemmahut
Die als „Hemmahut“ bekannte Kopfbedeckung stammt aus der Zeit um 1300. Er ist jedoch neben zwei englischen Hüten der einzige erhaltene mittelalterliche Hut Europas und daher von großer kulturhistorischer Bedeutung. Bis 1906 befand er sich in der Pfarrkirche von Zeltschach, seither im Domschatz von Gurk.

### Hemmaschuh
Der „Hemmaschuh“ ist ein spätgotischer Unterschuh aus der Mitte des 15. Jahrhunderts. Es ist ein Holzschuh mit hoher Sohle, der mit weißem Leder überzogen ist. Es könnte sich um eine Votivgabe für eine Hemmastatue gehandelt haben. Der Schuh wurde auf Schloss Nassenfuß/Unterkrain (heute Mokronog/Slowenien) aufbewahrt, seit 1946 befindet er sich in Gurk.

## Wallfahrtsorte

### Kärnten

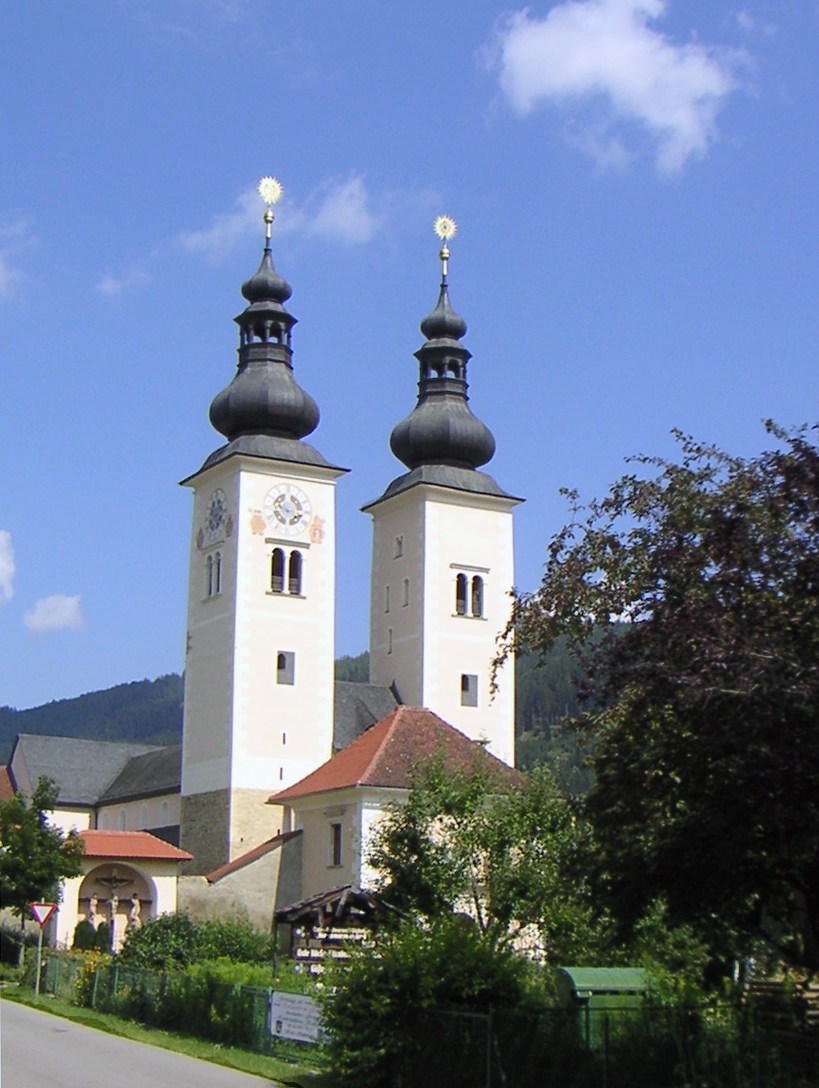
Der Dom zu Gurk, das Zentrum der Hemma-Verehrung

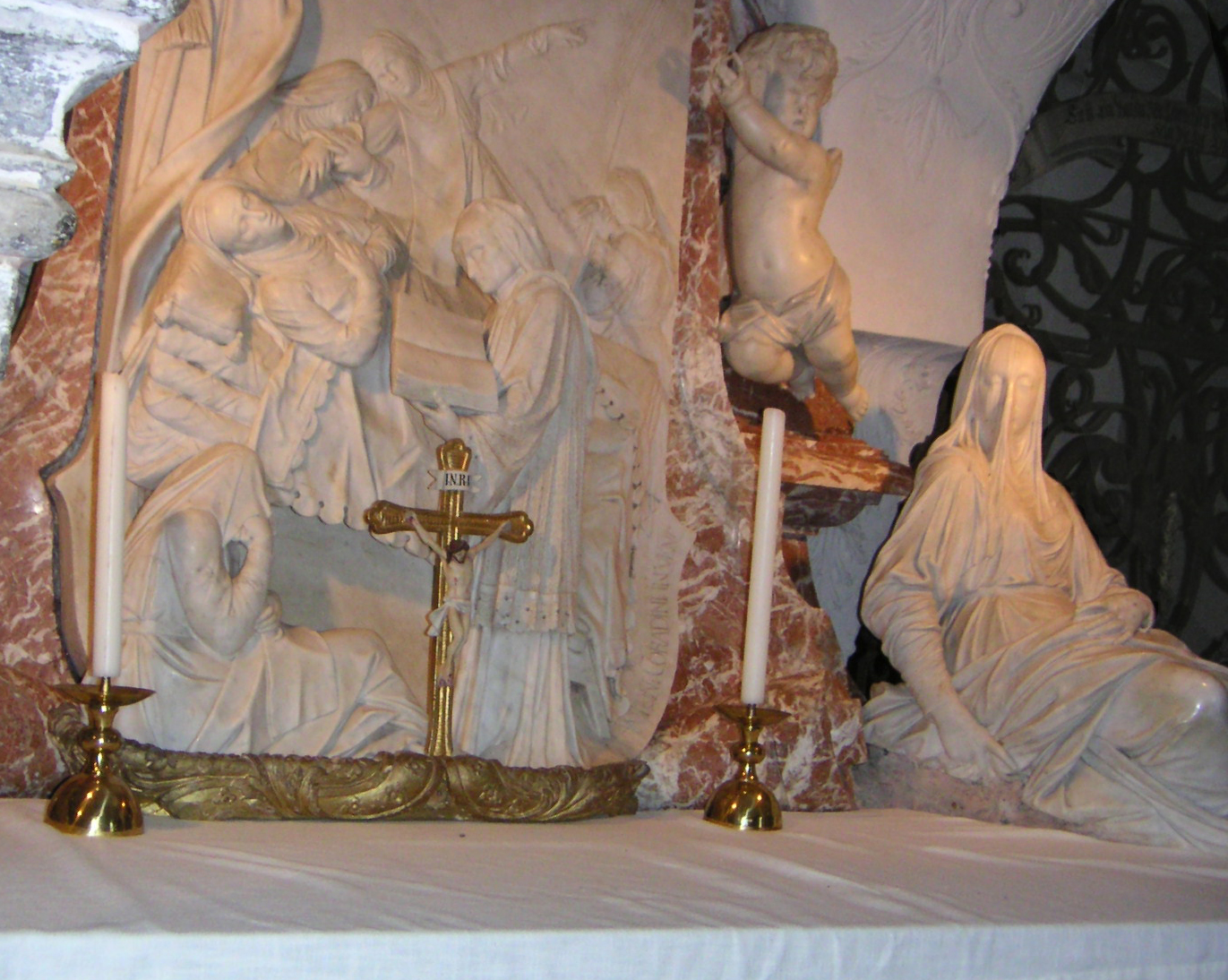
Heiligen-Grabmal

Das Zentrum der Verehrung der hl. Hemma ist ihr Grab in der Krypta des Gurker Domes. Das Hindurchkriechen unter dem Sarkophag galt als hilfreich bei Geburten. In einer Ecke der Krypta befindet sich der „Hemma-Stein“, ein grüner Chloritschiefer-Stein, von dem aus der Legende nach Hemma den Bau des Domes überwacht haben soll. Dem Stein wird nachgesagt, Wünsche zu erfüllen, wenn man diese tätigt, solange man auf ihm sitzt. Bis zum 17. Jahrhundert stand der Stein vor dem Dom.
Nach Gurk führen etliche Wallfahrten, besonders aus der näheren Umgebung. Am bedeutendsten war die Wallfahrt am sogenannten „Krainer Sonntag“, dem vierten Sonntag nach Ostern. An diesem Tag kamen die Pilger aus dem Herzogtum Krain nach Gurk. Diese Wallfahrt ist 1609 das erste Mal urkundlich bezeugt. Nach dem Ersten Weltkrieg wurden die Wallfahrten unterbrochen, 1938 anlässlich der Heiligsprechung Hemmas wiederbelebt und während des Zweiten Weltkriegs und danach wieder unterbrochen. In den letzten Jahren wurden die Pilgerwege aus Slowenien und der Steiermark nach Gurk im Rahmen eines Interreg-Projekts nach und nach wieder angelegt und erfreuen sich nun zunehmender Beliebtheit bei Pilgern aus den angrenzenden Regionen.
Auf dem Hemmaberg bei Globasnitz befindet sich die älteste Hemmakirche Kärntens. 1498 erbaut und 1519 konsekriert, trägt die Kirche die Patrozinien der hll. Hemma und Dorothea. Dorthin führten lokale Wallfahrten. In den umliegenden Orten wie Eberndorf, Köcking, Jaunstein, Kleindorf und Globasnitz genießt Hemma tiefgehende Verehrung, hier gibt es auch eine größere Anzahl von Bildstöcken der hl. Hemma.
In vielen Kirchen Unterkärntens finden sich Bezüge zu Hemma, hervorgehoben sei die in den 1970er Jahren erbaute Pfarrkirche Klagenfurt-St. Hemma, die erste Kärntner Pfarrkirche mit dem Patrozinium der Heiligen.

### Slowenien
In den zu Hemmas Besitztum gehörenden Regionen des heutigen Slowenien hat sich die Verehrung Hemmas durch die Jahrhunderte erhalten. In der Region Kozjansko befindet sich in der Nähe von Rogatec (Rohitsch) die Pfarrkirche Sveta Ema. Die im 18. Jahrhundert erbaute Kirche ersetzte eine 1463–1466 erbaute Kapelle. Seit 1784 ist Sveta Ema eigenständige Pfarre. Pilštanj (Peilenstein) ist der Legende nach der Geburtsort Hemmas, in der dortigen Michaeliskirche befindet sich ein barockes Deckenfresko von Hemma als jungem Mädchen mit der Burg Pilštanj im Hintergrund. In den letzten Jahren wurden die lokalen Wallfahrten nach Pilštanj wiederbelebt.
In Dolenjsko (Unterkrain) befindet sich in der Pfarrkirche von Šentrupert im Gewölbe ein Schlussstein, der Hemma im Nonnenhabit und mit Schlüsselbund, Kette und Buch zeigt. Hemma wird auch als Helferin der Unfreien verehrt. Auf Schloss Mokronog (Nassenfuß) wurde lange Zeit der „Hemmaschuh“ verwahrt und verehrt.
In Gorenjsko (Oberkrain) hatte Hemma zwar keine Besitzungen, trotzdem wurde sie auch hier verehrt. Die Region um Bled (Veldes), Bohinj (Wochein) und Žiri (Sairach) war das Zentrum der Hemmawallfahrten nach Gurk. Nach Bohinj kam die Verehrung Hemmas wohl durch deutschsprachige Siedler, hier wird Hemma auch als Bergwerkspatronin verehrt. In der Wallfahrtskirche Sv. Ana na Ledinici bei Žiri befindet sich eine Hemmastatue von 1770, die in den Händen ein Kreuz und Ketten hält, ebenfalls ein Hinweis auf Hemma als Patronin der Bauern und Gefangenen.
In der Kathedralkirche sv. Janeza Krstnika in Maribor befindet sich seit 2005 eine Hemmastatue.

### Steiermark
In der Steiermark ist die Hemma-Verehrung nicht so weit verbreitet. Auf der Stubalpe befindet sich eine Filialkirche Hl. Hemma, die zur Pfarre Edelschrott gehört. Hier gab es früher am Dreinagelfreitag eine Wallfahrt von Edelschrott und Hirschegg nach St. Hemma. Der wichtigste steirische Hemma-Ort ist das Stift Admont, das auf eine Initiative Hemmas zurückgeht. Hier sind Hemma ein Seitenaltar und ein Glasfenster der Stiftskirche, eine Säule im Klostergarten und eine Glocke gewidmet. Im Konvent befindet sich ein Bildzyklus über das Leben der Heiligen.

## Ikonographie

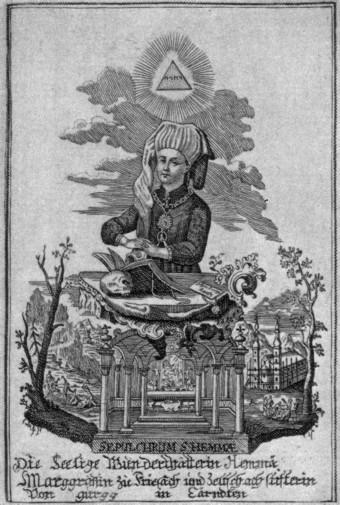
Andachtsbild aus dem 18. Jahrhundert im Frangepan-Typus.

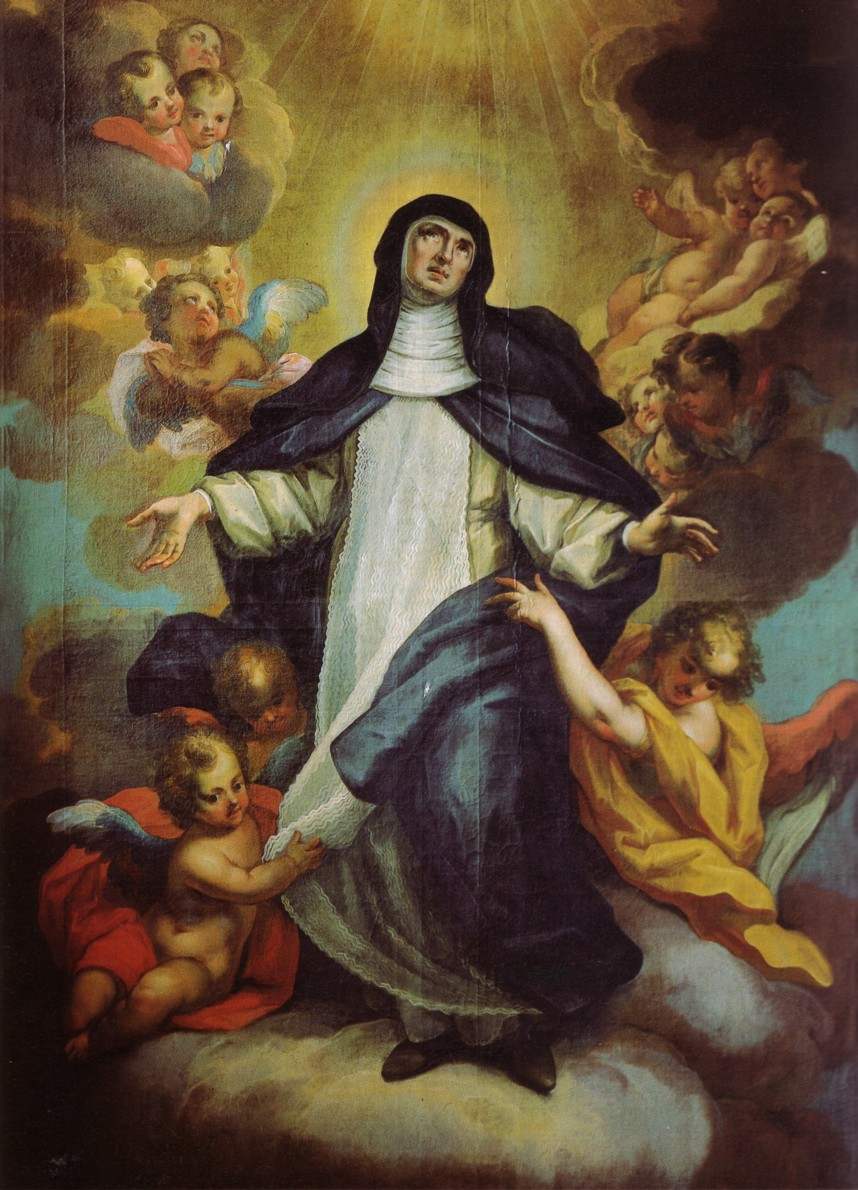
Apotheose der seligen Hemma; J. F. Fromiller 1745, Elisabeth-Typus.

Die älteste bekannte Darstellung der hl. Hemma stammt von 1203 auf einem Siegel. Sie zeigt die Heilige im Habit einer Nonne und im Gebet. Ein zeitgenössisches Bild ist nicht erhalten. In der Bischofskapelle der Westempore des Doms befindet sich ein Fresko der hl. Hemma von 1260/70 zusammen mit Wilhelm sowie Kaiser Heinrich II. und dessen Gattin Kunigunde. Ein weiteres mittelalterliches Bild findet sich in einer Handschrift des Gurker Domkapitels von 1340. Von 1421 stammt ein Fresko der Muttergottes in der Pfarrkirche von Zweinitz, das Hemma neben den hll. Leonhard, Kunigunde und Georg an der Seite Mariens zeigt.
Einen wichtigen Einfluss auf die zukünftige Darstellung Hemmas hatten die sogenannten Hemma-Reliefs, die um 1508 im Auftrag des Dompropstes Wilhelm von Welzer entstanden. Die sechs in Lindenholz geschnitzten Reliefs trugen zur Weiterverbreitung der dargestellten Legenden bei, die in der Folgezeit vielfach nachgeahmt wurden. Die Reliefs befinden sich heute im Dom zu Gurk.
Viele Darstellungen der heiligen Hemma folgen auch dem Elisabeth-Typus. Wie die heilige Elisabeth wird die hl. Hemma im Habit dargestellt, wie etwa auf dem Ölbild von Josef Ferdinand Fromiller. Vom Habit nicht immer zu unterscheiden sind Darstellungen Hemmas im Witwengewand, wie bei der Kirchenbaudarstellung der oben erwähnten Hemma-Reliefs. Ein ebenfalls weit verbreiteter Darstellungstyp ist der sogenannte Frangepan-Typus. Er geht auf ein Porträt von Sebald Bopp zurück, das dieser um 1510 gemalt hatte. Das Bild stellt eine Trägerin des brandenburgischen Schwanenordens dar und zeigt vermutlich Beatrix Gräfin Frangepan, Gattin von Georg von Brandenburg-Ansbach. Das Bild dürfte im 17. Jahrhundert zum Porträt Hemmas umgedeutet worden sein. Ab dem Barock wurde dieses Bild, auch „Krainer Hemma“ genannt, zum Vorbild für viele Kopisten.